# 5848 Харуторіко
5848 Харуторіко (5848 Harutoriko) — астероїд головного поясу, відкритий 30 січня 1990 року.
Тіссеранів параметр щодо Юпітера — 3,368.